# Synlestidae
Synlestidae – rodzina ważek równoskrzydłych (Zygoptera) obejmująca ponad 30 gatunków.

## Podział systematyczny
Do rodziny należą następujące rodzaje: 
- Chlorolestes Selys, 1862
- Chorismagrion Morton, 1914 – jedynym przedstawicielem jest Chorismagrion risi
- Ecchlorolestes Barnard, 1937
- Episynlestes Kennedy, 1920
- Megalestes Selys, 1862
- Nubiolestes Fraser, 1945 – jedynym przedstawicielem jest Nubiolestes diotima
- Phylolestes Christiansen, 1947 – jedynym przedstawicielem jest Phylolestes ethelae
- Sinolestes Needham, 1930 – jedynym przedstawicielem jest Sinolestes editus
- Synlestes Selys, 1868

Rodzajem typowym rodziny jest Synlestes.